# In terra pax

In terra pax est un oratorio pour cinq solistes et double chœur de Frank Martin composé en 1944. Il repose sur des textes de la Bible adaptés par le compositeur lui-même.
Il s'agissait d'une commande de René Dovaz (1897-1988), directeur de la Radio Genève en prévision de la fin de la Seconde Guerre mondiale. Il était prévu que l'oratorio passe à la radio le jour où la guerre prendrait fin[réf. nécessaire].

## Mouvements
Première partie
1. Lorsque l'Agneau rompit le premier sceau
2. Mon Dieu, mon Dieu
3. Malheur au peuple chargé de péchés !
4. Éternel, Dieu de mon salut
Deuxième partie
5. Sentinelle, que dis-tu de la nuit ?
6. Mais les ténèbres ne règneront pas toujours
7. Consolez, consolez mon peuple
Troisième partie
8. Voici mon serviteur, mon élu
9. Heureux les affligés
10. Notre Père qui es aux cieux
Quatrième partie
11. Puis je vis un nouveau ciel

## Discographie
- Ursula Buckel, soprano ; Marga Höffgen, contralto ; Ernst Haefliger, ténor ; Pierre Mollet, baryton ; Jakob Stämpfli, basse ; Union chorale et Chœur des dames de Lausanne ; Orchestre de la Suisse romande, dir. Ernest Ansermet (1963, 2CD Decca 448 264-2) (OCLC 225155973).
- Brigitte Balleys, Naoko Okada, Reinaldo Macias, Philippe Huttenlocher, Michel Brodard, Chœur et orchestre de la Fondation Gulbenkian dirigé par Michel Corboz (Cascavelle).
- Judith Howarth, Chœur du festival de Brighton et orchestre philharmonique de Londres dirigé par Matthias Bamert (Chandos, 1995).
- Christopher Fel, Daniel Galvez-Vallejo, Christine Buffle, Philippe Rouillon, Iris Vermillion, le chœur symphonique de la radio bavaroise et l'orchestre de la radio de Munich dirigé par Marcello Viotti (Profil).